# Алматинська область
Алмати́нська óбласть (каз. Almaty oblysy) — адміністративна одиниця на південному сході Казахстану. Адміністративний центр області — місто Конаєв.

## Географія
Площа області складає 101,8 тис. км². Область межує на заході із Жамбильською, на півночі з Карагандинською, на сході із Жетисуською областями, на південному сході межує з Китаєм (Сіньцзян-Уйгурський автономний район), на півдні — з Киргизстаном (Іссик-Кульська та Чуйська області).
Територією області течуть річки Ілі з притоками Чарин, Шелек, Текес, Курти, а також Каратал із притокою Коксу, Аксу, Лепси, Аягуз, Кеген. Тут розташовані озера Алаколь, Балхаш, Сасикколь, Капчагайське водосховище.
Східну частину області займає хребет Джунгарський Алатау (4464 м), південну — Заілійський Алатау (4951 м), Кетмень та відроги Кунгей-Алатау; північну і західну частини — велика рівнина з нахилом до озер Балхаш, Сасикколь і Алаколь.
Корисні копалини, поширені на території області, — поліметалічні руди, буре вугілля, мармур, гіпс, кам'яна сіль, сульфат натрію.
Клімат різко континентальний, холодна зима (січень від −5 до −10°) та спекотне літо (липень від +24 до +27°). Опадів — 100—150 мм (на рівнині) і 700—800 мм (в горах) за рік, на вершинах гір — льодовики.
Ґрунти на рівнині — глинясті буроземи, сіроземи та солончаки, в долині річки Ілі — алювіально-лучні, в передгір'ях і на схилах гір — каштанові та чорноземовидні підзолистого типу. Велику площу займають піски Сари-Ішикотрау. Рослинність на рівнині напівпустельна і пустельна; переважають полиновокураєві угруповання, зарості саксаулу, навесні — ефемерні злаки й осоки; на узбережжі озера Балхаш та в долині Ілі — зарості очерету і тугайні ліси; в горах — з 600 м сухі ковилово-типчакові степи з 800—1500 м — луки, що переметаються з листяними лісами (серед них зарості диких яблунь); з 1500—1700 м хвойні ліси і субальпійські луки; вище 2800 м — альпійські луки.
Тваринний світ представлений такими видами: бурий ведмідь, марал, архар, сайгак, вовк, лисиця, заєць, дика свиня.

## Історія
11 липня 1867 була утворена Семиріченська область Російської імперії. З червня 1918 року вона була перейменована в Алма-Атинську і увійшла до складу Туркестанської РФР. 1924 року на території області була утворена Джетисуйська губернія. 10 березня 1932 року була утворена Алма-Атинська область Казахської АСРР (у складі РСФРР).
22 лютого 1933 року зі складу Алма-Атинської області до складу Карагандинської області передано Четський район.
5 грудня 1936 року — у складі Казахської РСР. 16 березня 1944 року на північному сході області була виділена нова Талди-Курганська область. 6 червня 1959 року дві області були об'єднані в Алма-Атинську, але 23 грудня 1967 року — знову роз'єднані. З 1992 року назва області була транскрибована, 4 травня 1993 року і Талди-Курганська область перейменована на Талдикорганську. 22 квітня 1997 року до складу Алматинської області знову включена територія Талдикорганської області, а 22 вересня 2001 року центр області перенесено з міста Алмати до міста Талдикорган.
2 вересня 2019 року зі складу області була виключена територія площею 10,92 км² та передана до складу Жамбильської області.
8 червня 2022 року зі складу області виділено Жетисуську область, адміністративний центр перенесено до Конаєва.

## Господарство

### Промисловість
Основні галузу промисловості, які отримали розвиток в області — машинобудування, металообробка, харчова, легка промисловість, промисловість будматеріалів. Серед підприємств енергетики — Капчагайська ГЕС та каскад Алматинських ГЕС.

### Сільське господарство
У сільському господарстві поширене поливного землеробство, на полях вирощують пшеницю, ячмінь, кукурудзу, рис, цукровий буряк, тютюн, розвинене плодівництво і виноградництво. Тваринництво представлене вівчарством, скотарством, конярством, розвитку набуло птахівництво.

### Транспорт
Територією Алматинської області 770 км тягнеться Казахська залізниця. По озеру Балхаш та по річці Ілі здійснюється судноплавство.

## Адміністративний поділ
| №  | Район                   | Площа, км² | Населення, осіб (1989) | Населення, осіб (1999) | Населення, осіб (2009) | Населення, осіб (2021) | Центр         | К-ть АО | К-ть НП |
| -- | ----------------------- | ---------- | ---------------------- | ---------------------- | ---------------------- | ---------------------- | ------------- | ------- | ------- |
| 1  | Балхаський район        | 37390,61   | 38772                  | 30967                  | 30037                  | 29209                  | Баканас       | 15      | 28      |
| 2  | Єнбекшиказахський район | 8300,00    | 199118                 | 202659                 | 257506                 | 278581                 | Єсік          | 26      | 79      |
| 3  | Жамбильський район      | 19309,80   | 107313                 | 105895                 | 117599                 | 163052                 | Узинагаш      | 24      | 61      |
| 4  | Ілійський район         | 8026,98    | 95039                  | 91986                  | 134781                 | 213064                 | Отеген-батира | 9       | 22      |
| 5  | Карасайський район      | 2047,50    | 100899                 | 118775                 | 184356                 | 307870                 | Каскелен      | 9       | 44      |
| 6  | Кегенський район        | 7102,98    | 43893                  | 36664                  | 36751                  | 29003                  | Кеген         | 12      | 34      |
| 7  | Райимбецький район      | 7119,37    | 51357                  | 46429                  | 43626                  | 29941                  | Наринкол      | 11      | 20      |
| 8  | Талгарський район       | 3532,74    | 117412                 | 126213                 | 160531                 | 227344                 | Талгар        | 11      | 45      |
| 9  | Уйгурський район        | 8700,00    | 58114                  | 62981                  | 60792                  | 63598                  | Чунджа        | 14      | 25      |
| 10 | Алатауська м.а.         | 880,00     | 26337                  | 25246                  | 31511                  | 49145                  | Алатау        | -       | 1       |
| 11 | Конаєвська м.а.         | 3078,64    | 47634                  | 43290                  | 48213                  | 62971                  | Конаєв        | 1       | 10      |

## Найбільші населені пункти
Населені пункти з чисельністю населення понад 10000 осіб:
| №  | Населений пункт        | Населення, осіб (1989) | Населення, осіб (1999) | Населення, осіб (2009) | Населення, осіб (2021) |
| -- | ---------------------- | ---------------------- | ---------------------- | ---------------------- | ---------------------- |
| 1  | Каскелен               | 30 870                 | 37 221                 | 58 418                 | 79 482                 |
| 2  | Талгар                 | 43 645                 | 43 353                 | 45 529                 | 63 883                 |
| 3  | Конаєв                 | 38 300                 | 33 428                 | 39 855                 | 54 245                 |
| 4  | Алатау                 | 26 337                 | 25 246                 | 31 511                 | 49 145                 |
| 5  | Узинагаш               | 19 798                 | 23 887                 | 30 589                 | 46 184                 |
| 6  | Єсік                   | 26 955                 | 31 254                 | 34 355                 | 41 018                 |
| 7  | Боралдай               | 21 014                 | 18 999                 | 28 142                 | 35 863                 |
| 8  | Отеген-батира          | 16 663                 | 17 301                 | 20 163                 | 31 675                 |
| 9  | Каргали                | 16 468                 | 17 501                 | 20 114                 | 30 999                 |
| 10 | Жибек-жоли             | 7 226                  | 8 923                  | 15 163                 | 30 134                 |
| 11 | Шелек                  | 25 156                 | 22 703                 | 26 688                 | 29 032                 |
| 12 | Шамалган               | 8 346                  | 10 013                 | 13 616                 | 28 644                 |
| 13 | Байсерке               | 5 180                  | 8 673                  | 15 124                 | 26 338                 |
| 14 | Чунджа                 | 17 573                 | 20 095                 | 18 008                 | 22 068                 |
| 15 | Туздибастау            | 7 723                  | 9 182                  | 12 577                 | 21 693                 |
| 16 | Мухаметжана Туймебаєва | 4 519                  | 6 541                  | 10 312                 | 20 781                 |
| 17 | Кендала                | 2 002                  | 2 816                  | 8 474                  | 16 878                 |
| 18 | Бесагаш                | 5 909                  | 8 857                  | 15 458                 | 16 632                 |
| 19 | Іргелі                 | 3 719                  | 4 356                  | 6 284                  | 16 450                 |
| 20 | Аскар Токпанов         | 2 950                  | 3 481                  | 7 704                  | 14 499                 |
| 21 | Тургень                | 9 624                  | 9 741                  | 12 116                 | 13 828                 |
| 22 | Панфілово              | 7 721                  | 7 402                  | 9 575                  | 13 428                 |
| 23 | Жапек-батира           | 3 548                  | 4 616                  | 7 238                  | 12 470                 |
| 24 | Байтерек               | 5 483                  | 5 844                  | 9 679                  | 10 996                 |
| 25 | Байкент                | 5 152                  | 4 705                  | 7 307                  | 10 550                 |
| 26 | Байдібек-бі            | 7 452                  | 7 001                  | 9 802                  | 10 444                 |
| 27 | Коксай                 | 4 440                  | 4 835                  | 7 769                  | 10 439                 |

## Населення
Населення — 1453778 осіб (2021; 1105703 у 2009, 891105 у 1999, 885888 у 1989).
Населення Алматинської області — поліетнічне. Станом на 1 січня 2010 року значну частину населення області становили казахи:
- казахи — 1094934 особи (64,68 %)
- росіяни — 293445 осіб (17,33 %)
- уйгури — 155158 осіб (9,17 %)
- турки — 32221 особа (1,90 %)
- азербайджанці — 19237 осіб (1,14 %)
- корейці — 16331 особа (0,97 %)
- курди — 15348 осіб (0,91 %)
- татари — 14620 осіб (0,86 %)
- німці — 12835 осіб (0,76 %)
- українці — 8942 особи
- чеченці — 6352 особи
- узбеки — 3441 особа
- киргизи — 2409 осіб
- греки — 1767 осіб
- дунгани — 1765 осіб
- поляки — 1632 особи
- білоруси — 1443 особи
- інші — 11071 особа

Міського населення — 16,2 %. Майже все сільське населення зосереджене в передгірній смузі і в долинах рік.

## Керівники області

### 1-і секретарі Алма-Атинського обласного комітету КП Казахстану
- 1932—1933 — Курамисов Ізмухан Мукашевич
- 1933—1934 — Таболов Костянтин Васильович
- 1934—1937 — Кисельов Андрій Дмитрович
- 1937—1937 — Садвакасов Джанайдар Садвакасович
- 1937—1938 — Артикбаєв Чакпак
- 1938—1938 — Мінінберг Вульф Абрамович
- 1938—1940 — Садовников Микола Петрович
- 1940—1943 — Кулітов Джек Галіакпарович
- 1943—1944 — Боголюбов Микола Семенович
- 1944—1944 — Бозжанов Нурмухамед
- 1945—1951 — Джангозін Джакіп-Бек
- 1951—1954 — Канапін Амір Канапінович
- 1954—1954 — Джакіпов Сейтгалій
- 1954—1955 — Шпаков Онуфрій Степанович
- 1955—1957 — Ільяшев Римбек Ільяшевич
- 1957—1958 — Галайдін Григорій Спиридонович
- 1958—1962 — Бейсебаєв Масимхан Бейсебайович
- 1962—1963 — Байгалієв Рахім Байгалійович
- 1963—1964 (сільський) — Канцеляристов Петро Семенович
- 1963—1964 (промисловий) — Дихнов Микола Васильович
- 1964—1965 — Ніязбеков Сабір Білялович
- 1965—1978 — Аскаров Асанбай Аскарули
- 1978—1985 — Аухадієв Кенес Мустаханович
- 1985—1988 — Мендибаєв Марат Самійович
- 1988—1991 — Тюлебеков Касим Хажибайович

### Голови виконавчого комітету Алма-Атинської обласної ради
- 1932—1932 — Ярмухамедов Абдулла
- 1932—1935 — Молдажанов Ільяс Ісмаїлович
- 1935—1937 — Джандосов Ураз Кікімович
- 1937—1937 — Кужанов Татігалі
- 1939—1940 — Захаров Микола Семенович
- 1940—1942 — Шаріпов Садик Шаріпович
- 1942—1943 — Бейсебаєв Масимхан Бейсебайович
- 1943—1944 — Діяров Курман Діярович
- 1944—1950 — Кузембаєв Нурдаулет Кузембайович
- 1950—1952 — Аристанбеков Хайдар Аристанбекович
- 1952—1956 — Ільяшев Римбек Ільяшевич
- 1956—1957 — Богатир Захар Антонович
- 1957—1959 — Каржаубаєв Габдулла Шалкарович
- 1959—1962 — Морозов Андрій Костянтинович
- 1962—1963 — Канцеляристов Петро Семенович
- 1963—1964 (сільський) — Балапанов Жумахан
- 1963—1964 (промисловий) — Омарова Зауре Садвокасівна
- 1964—1970 — Канцеляристов Петро Семенович
- 1970—1977 — Єлагін Семен Дмитрович
- 1977—1981 — Дорохов Іван Іванович
- 1981—1986 — Бєляков Володимир Павлович
- 1986—1988 — Князєв Микола Трифонович
- 1988—1992 — Романов Анатолій Федорович

### Голови Алма-Атинської обласної ради
- 1990—1991 — Тюлебеков Касим Хажибайович
- 1991—1992 — Єсімов Ахметжан Смагулович

### Голови адміністрації Алматинської області
- 1992—1994 — Єсімов Ахметжан Смагулович
- 1994—1995 — Узбеков Умірзак Узбекович

### Акими Алматинської області
- 1995—1996 — Узбеков Умірзак Узбекович
- 1996—1997 — Умбетов Серік Абікенович
- 1997—2001 — Нуркаділов Заманбек Калабаєвич
- 2001—2005 — Кулмаханов Шалбай Кулмаханович
- 2005—2011 — Умбетов Серік Абікенович
- 2011—2014 — Мусаханов Ансар Турсунканович
- 2014—2021 — Баталов Амандик Габбасович
- 2021—2022 — Бозумбаєв Канат Алдабергенович
- 2022— — Султангазієв Марат Єлеусізович